# Muzio Gallo
Muzio Gallo (né le 15 avril 1721 à Osimo, dans l'actuelle province d'Ancône, dans la région des Marches, alors dans les États pontificaux et mort le 13 décembre 1801 à Viterbe) est un cardinal et historien italien du XVIIIe siècle .

## Biographie
Muzio Gallo exerce diverses fonctions dans la curie romaine. En 1785, il est nommé évêque de Viterbe et Toscanella. Le pape Pie VI le crée cardinal lors du consistoire du 14 février 1785, mais le cardinal Gallo ne participe pas au conclave de 1799-1800 à Venise.